# Blepharipa schineri
Blepharipa schineri är en tvåvingeart som först beskrevs av Louis-Paul Mesnil 1939.  Blepharipa schineri ingår i släktet Blepharipa och familjen parasitflugor. Inga underarter finns listade i Catalogue of Life.